# Walksfelde
Walksfelde település Németországban, Schleswig-Holstein tartományban. Lakosainak száma 224 fő (2023. december 31.). Walksfelde Borstorf és Poggensee községekkel határos.

## Népesség
A település népességének változása:
| Lakosok száma | 108  | 228  | 240  | 207  | 210  | 224  |
|               | 1975 | 2017 | 2019 | 2021 | 2022 | 2023 |